# Gualtiero Bassetti
Gualtiero Bassetti (sinh 1942) là một Hồng y người Italia của Giáo hội Công giáo Rôma. Ông  từng đảm nhận vị trí Tổng giám mục Tổng giáo phận Perugia–Città della Pie (2009–2022) và Chủ tịch Hội đồng Giám mục Italia (2017–2022).  

## Tiểu sử
Hồng y Bassetti sinh ngày 7 tháng 4 năm 1942 tại Popolano di Marradi, Italia. Sau quá trình tu học, ngày 29 tháng 6 năm 1966, ông chịu chức linh mục, bởi vị chủ sự là Hồng y Ermenegildo Florit - Tổng giám mục chính tòa Tổng giáo phận Florence (tên khác là Firenze). Tân linh mục Bassetti cũng là thành viên linh mục đoàn Tổng giáo phận này.
Ngày 9 tháng 7 năm 1994, Tòa Thánh loan báo tin tuyển chọn linh mục Gualtiero Bassetti làm Giám mục chính tòa Giáo phận Massa Marittima-Piombino. Lễ tấn phong cho vị tân chức được cử hành sau đó vào ngày 8 tháng 9, với các vị chủ sự nghi thức gồm: Chủ phong là Hồng y Silvano Piovanelli, Tổng giám mục Florence và hai vị phụ phong gồm Antonio Bagnoli, Nguyên Giám mục Giáo phận Fiesole và Giám mục Giovanni Bianchi, Nguyên Giám mục Giáo phận Pescia. Tân giám mục chọn cho mình khẩu hiệu:In caritate fundati.
Ngày 21 tháng 11 năm 1998, Tòa Thánh công bố ý định thuyên chuyển Giám mục Bassetti làm Giám mục chính tòa Giáo phận Arezzo-Cortona-Sansepolcro. Tuy nhiên, sau đó đến ngày 6 tháng 2 năm 1999, ông mới cử hành nghi thức nhậm chức tại đây.
Mười năm sau khi tại vị tại Giáo phận Arezzo-Cortona-Sansepolcro, ngày 16 tháng 7 năm 2009, Tòa Thánh thăng Giám mục Bassetti làm Tổng giám mục chính tòa Tổng giáo phận Perugia-Città della Pieve. Ông nhận giáo phận ngày 4 tháng 10 sau đó. Ngày 10 tháng 11 năm 2009, Tổng giám mục Bassetti được chọn làm Phó Chủ tịch Hội đồng Giám mục Italia.
Trong Công nghị Hồng y 2014 cử hành ngày 22 tháng 2, Giáo hoàng Phanxicô vinh thăng Tổng giám mục Bassetti tước vị Hồng y Nhà thờ Santa Cecilia. Ông đã đến nhận nhà thờ hiệu tòa của mình vào ngày 8 tháng 6 năm 2014. Ngày 11 tháng 11 năm 2014, ông thôi giữ chức vụ Phó Chủ tịch Hội đồng Giám mục Italia trước khi được bầu làm Chủ tịch Hội đồng này ngày 24 tháng 5 năm 2017.
Ông không còn đảm trách chức Tổng giám mục Perugia–Città della Pieve vào ngày 22 tháng 5 năm 2022. Hai ngày sau đó, ông cũng chính thức kết thúc vai trò Chủ tịch Hội đồng Giám mục Italia. Vị kế nhiệm giữ vai trò Tổng giám mục đô thành Perugia–Città della Pieve là Tổng giám mục Ivan Maffeis, được công bố vào ngày 16 tháng 7 năm 2022.